# José Tomás Martín de Agar
José Tomás Martín de Agar (Córdoba, 3 de febrero de 1949), es catedrático de Derecho Eclesiástico del Estado en la Pontificia Universidad de la Santa Cruz. Ordenado sacerdote en agosto de 1976 e incardinado en la Prelatura del Opus Dei.

## Formación académica
Realizó sus estudios universitarios en las Universidades de Navarra, Barcelona y Zaragoza, en la que obtuvo la Licenciatura en Derecho en 1971. Doctor en Derecho canónico por la Universidad de Navarra (1976) y Doctor en Derecho por la Pontificia Università della Santa Croce (1984).

## Docencia Universitaria y labores jurídicas
En 1974 es nombrado Profesor Ayudante en la Facultad de Derecho canónico de la Universidad de Navarra. Desde entonces ha enseñado Derecho eclesiástico del Estado.  
En 1984 se traslada a la Pontificia Università della Santa Croce (Roma) donde en 1988 obtiene la cátedra de la materia, que entonces incluía la docencia de Relaciones Iglesia-Estado (1984-1997 y 2002-2007). Ha enseñado asimismo Derecho patrimonial canónico (1984-1990). 
Actualmente desarrolla además un curso de Derechos Humanos.
En 1987 es nombrado Juez externo del Tribunale Regionale del Lazio (en el Vicariato de Roma) de primera instancia para causas matrimoniales. En 2000 pasa, al Tribunal de Apelación del Vicariato de Roma, donde sigue ejerciendo siempre como juez externo. Algunas de las decisiones de que ha sido ponente se han publicado en “Il Diritto Ecclesiastico”.

### Monografías
- El matrimonio canónico en el Derecho civil español. Pamplona: EUNSA. 1985.
- Legislazione delle Conferenze Episcopali complementare al C.I.C (en italiano). Milano: Giuffrè. 1990.
- Martín de Agar, José Tomás; Navarro, Luis (2009). Legislazione delle Conferenze Episcopali complementare al C.I.C (en italiano) (2 edición). Roma: Coletti a S. Pietro. ISBN 9788887129120.
- Elementi di Diritto Canonico (en italiano) (2 edición). Roma: EDUSC. 2008. ISBN 9788883331855.
- A Handbook on Canon Law (en inglés). Montreal: Wilson & Lafleur Ltée. 2007. ISBN 9782891278041.
- Raccolta di Concordati: 1950-1999 (en italiano). Città del Vaticano: Libreria Editrice Vaticana. 2000. ISBN 8820927586.
- I Concordati del 2000 (en italiano). Città del Vaticano: Libreria Editrice Vaticana. 2001. ISBN 8820971380.
- I Concordati dal 2000 al 2009 (en italiano). Città del Vaticano: Libreria Editrice Vaticana. 2010. ISBN 9788820983505.
- Introducción al Derecho Canónico. Madrid: Tecnos. 2014. ISBN 9788430962075.
- Diritti umani speranze e delusione (en italiano). Roma: EDUSC. 2015. (editor).

### Artículos en revistas y obras colectivas
Son muy numerosos sobre temas muy variados; la mayor parte se encuentran en bibliotecanonica, página web de la que es promotor y editor.
- "La actuación patrimonial de los entes eclesiásticos ante el ordenamiento civil", en “Ius Canonicum”, n 39, vol. XX (1980), p. 193-247:  btcaae
- "Libertad religiosa y matrimonio de los cristianos", en “Les droits Fondamentaux di Chrétien dans l'Eglise et dans la Societé. Actes di IVe Congrès International de Droit Canonique”, Fribourg (Suisse) 6-11/X/1980, Friburgo 1981, p. 1121-1128.
- "Notas sobre la cooperación económica del Estado con la Iglesia Católica", en “Ius Canonicum”, nº 42, vol. XXI (1981), p. 783-808.
- "El nuevo estatuto canónico del Opus Dei", en “Mayeutica” VII (1982), p. 241-249.
- "Situación jurídica de los hijos ilegítimos en la doctrina española de los siglos XVI y XVII", en “Excerpta e Dissertationibus en Iure Canonico”, I, Pamplona 1983, p. 11-55.
- "Comentarios a los cc. 1166-1253 e Indice Analítico dell'edizione con commenti del CIC", preparata dall'Istituto “Martín de Azpilcueta” dell'Università di Navarra, 5ª ed. EUNSA, Pamplona 1992.
- "El canon 964 del CIC: sobre el uso del Confesionario", nel volume “Reconciliación y Penitencia”, EUNSA, Pamplona 1983, p. 1011-1024.
- "Notas de Derecho Eclesiástico en la nueva Constitución de Guatemala", en “Anuario de Derecho Eclesiástico del Estado”, II (1986) p. 391-400.
- "La dispensa de forma en una respuesta de la Comisión de intérpretes", en “Ius Canonicum” XXVI (1986), p. 299-308.
- "El derecho de los laicos a la libertad en lo temporal", en “Ius Canonicum”, XXVI (1986), p. 531-562 : btcacf (htm) [pdf]
- "Bienes temporales y misión de la Iglesia", en AA. VV., “Manual de Derecho canónico” cap. X, 2ª ed. Pamplona 1991, p. 701-734.
- "Libertad religiosa de los ciudadanos y libertad temporal de los fieles cristianos", en “Persona y Derecho” 18 (1988) p. 49-63: btcadh (htm), btcadh (pdf)
- "Gerarchia e associazioni, communicazione al VI Congresso Internazionale di Diritto canonico. Monaco di Baviera en “Das konsoziative Element en der Kirche”. Akten del VI. Internationalen Kongresses für kanonisches Recht", St. Ottilien 1989, p. 303-311. Anche en “Apollinaris” LXII (1989), p. 49-58, sotto il titolo Brevi cenni sulle fondamenta dei rapporti tra gerarchia e associzioni.
- "Libertad religiosa civil y libertad temporal en la Iglesia", en “Las relaciones entre la Iglesia y el Estado. Estudios en memoria del Profesor Pedro Lombardía”, Madrid 1989, p. 251-260. btcaji
- "L'incapacità consensuale nei recenti discorsi del Romano Pontefice alla Rota Romana", Lezione inaugurale dell'anno accademico 1988-89 nel Ateneo Romano della Santa Croce. Pubblicata nel relativo volume “Inaugurazione dell'anno accademico 1988-89”, Roma, ottobre 1988, p. 24-46, e en “Ius Ecclesiae” I (1989), p. 395-422.
- "Brevi commenti alle Risposte del Pontificio Consiglio per l'interpretazione dei testi legislativi, del 24 gennaio 1989, sui cc. 509 § 1 e 1263", en “Ius Ecclesiae” II (1990), p. 348-351.
- "Note sul diritto particolare delle Conferenze episcopali", en “Ius Ecclesiae” II (1990), p. 593-632. btcajq
- "Il diritto alla libertà nell'ambito temporale", en “Lex Nova” (Fidelium Iura) 1 (1991), p. 125-164. btcakw
- "La celebración del Sacramento de la Penitencia. Aspectos canónicos", en “Revista Española de Derecho Canónico” 48 (1991), p. 9-30, anche en AA. VV.Estudios jurídico-canónicos, Salamanca 1991, p. 273-294.
- "Normativa de las Conferencias episcopales sobre el Sacramento de la Penitencia", negli atti del VII Congresso Internazionale di Diritto Canonico, en “L'Année Canonique” (1992) hors serie, p. 497-505. btcajm
- "Autonomía de lo temporal" Voce della “Gran Enciclopedia Rialp (GER)”, Tomo 3, Madrid 1993, p. 465-466.
- "Magisterio de Juan Pablo II sobre incapacidad consensual", en AA.VV. Incapacidad consensual para las obligaciones matrimoniales, EUNSA, Pamplona 1991, p. 85-118. btcake
- "Estudio comparado de los Decretos Generales e las Conferencias Episcopales", en “Ius Canonicum” XXXII (1992) p. 173-229 : btcams
- "Libertà religiosa, uguaglianza e laicità", en “Ius Ecclesiae” VII (1995) p. 199-215 : btcaai
- "Problemas jurídicos de la objeción de conciencia", en “Scripta Theologica” XXVII (1995), p. 519-543. btcada [HTM]
- "El error sobre las propiedades esenciales del matrimonio", en “Ius Canonicum” XXXV (1995) p. 117-141, anche en J.I. BAÑARES (a cura di), “Error, ignorancia y dolo en el consentimiento matrimonial”, EUNSA, Pamplona 1996, p.177-208 : btcabd [HTM] [PDF]
- "Presentazione del libro I. DURANY PICH, La objeción de conciencia", Roma 1996, p. 17-18.
- "Commento ai canoni 840-848" en AA.VV., Comentario exegético al Código de Derecho Canónico, vol. III, Pamplona 1996, p. 414-444. Id. ai canoni 1230-1234, ivi p. 1843-1857. Id al canon 1377, ivi vol. IV/1, p. 524-525.
- "Concordato y Jurisprudencia constitucional en Colombia", en colaboración con M. URIBE BLANCO, en AA.VV., “La libertad religiosa y de conciencia ante la justicia constitucional. Actas del VIII Congreso Internacional de Derecho Eclesiástico del Estado, Granada, 13-16 maggio 1997”, Ed. Comares, Granada 1998, p. 635-643
- "La Iglesia y la objeción de conciencia", en AA.VV. “Objeción de conciencia”, Cuadernos del Instituto de Investigaciones Jurídicas, UNAM, México 1998, p. 231-253. Relazione tenuta nel Simposio Internacional “La objeción de conciencia en México y en el mundo”, México DF 9-10 luglio 1997 : btcaad [HTM] [PDF]
- "Giudice e perito a colloquio", en AA.VV. “L'incapacità di assumere gli oneri essenziali del matrimonio”, Città del Vaticano 1998, p. 187-196. Intervento nella tavola rotonda su Gli elementi di prova e la loro valutazione clinica e giuridica, Orvieto 8-11 settembre 1997. btcahj
- "Los impedimentos ¿protección de valores o causas de nulidad?", en AA.VV. «El Matrimonio y su Expresión Canónica ante el III Milenio», Actas del X Congreso Internacional de Derecho Canónico, Pamplona 14-19 settembre 1998. EUNSA, Pamplona 2000, p. 573-585 : btcabo [HTML] [PDF]
- "Tolerancia y libertad", en AA.VV. “Escritos en honor de Javier Hervada”, EUNSA, Pamplona 1999, p. 931-939 : btcabz [HTM] [PDF]
- "Impedimentos matrmoniais em exame", en “Forum Canonicum” 24 (1999/3), p. 20-26.
- "Passato e presente dei concordati", en “Ius Ecclesiae” XII (2000) 613-660. btcafg
- "Matrimonio putativo y convalidación automática del matrimonio nulo", en “Ius Canonicum” XLI, n. 81 (2001) p. 293-317. btcaia
- "Norme delle Conferenze episcopali sul matrimonio misto", en “Folia Canonica” 4 (2001) 217-238. Relazione tenuta al III Colloquio di Diritto canonico nell'Università cattolica di Budapest. btcahy
- "L’Accordo gabonese sulla scuola cattolica". en «Ius Ecclesiae» (2002) 576-581. Note alla Convenzione tra la Santa Sede e il Gabon sulle scuole cattoliche. btcaid
- "Fuentes Del Derecho Canónico (II) Normas y Actos Administrativos. Actos judiciales. Actos jurídicos", en «Derecho Canónico y Derecho Eclesiástico del Estado»manuale collettivo on-line edito nella rete da IUSTEL: http://www.iustel.com
- "Principios básicos de organización eclesiástica", en «Derecho Canónico y Derecho Eclesiástico del Estado»manuale collettivo on-line edito nella rete da IUSTEL: http://www.iustel.com
- "Studio comparativo dei concordati tra la Santa Sede e gli Stati dell’europa Centrale e Orientale", en “Relazioni internazionali giuridiche bilaterali tra la Santa Sede e gli Stati: esperienze e prospettive”, (a cura di Marek Šmid e Cyril Vasiľ) LEV, Città del Vaticano 2003, p. 61-88. btcagq
- "Libertad religiosa, igualdad y laicidad", nella “Revista Chilena de Derecho”, (2003) p. 103-112. [HTM] [PDF]
- "La libertà religiosa nella Pacem en terris e la sua proiezione internazionale", en “La Società” (6/2003) p. 239-251 : btcaao [HTML] [PDF]
- "Los principios del Derecho eclesiástico del Estado", en “Revista de Derecho” (2003) p. 333-344. btcaav [htm] btcaav [pdf]
- "Situación jurídica de las confesiones cristianas no católicas en Italia", en Catalá Rubio (coord.), «Comunidades Cristianas no católicas» Cuenca 2004, p. 113-131. btcadr
- "La teoría concordataria desde el punto de vista del derecho canónico actual", en J.M. Vázquez García-Peñuela (ed.) «Los concordatos: pasado y futuro» Actas del Simposio Internacional de Derecho Concordatario Università di Almería 12-14 de noviembre de 2003, Granada 2004, p 129-146. [btcacs HTML] [btcacs PDF]
- "Francesco Scaduto", en R. DOMINGO (ed.) Juristas universales, III, Marcial Pons, Madrid–Barcelona 2004, p. 702–706.
- "Francesco Ruffini", en R. DOMINGO (ed.) Juristas universales, III, Marcial Pons, Madrid–Barcelona 2004, p. 784–788.
- "Mario Falco", en R. DOMINGO (ed.) Juristas universales, IV, Marcial Pons, Madrid–Barcelona 2004, p. 107–110.
- "Convalidação automática do matrimónio nulo? I", en «Forum canonicum» 41 (2005) p. 18-22. Convalidação automática do matrimónio nulo? II, en «Forum canonicum» 42 (2005) p. 21-27.
- "Sentenza sull’errore sulla qualità direttamente e principalmente intesa", pubblicata en «IDE» IV (2004) II, p. 427-437: btcahc
- "Ne bis en idem; nullità di sentenza per incompetenza assoluta, Decreto pubblicato" en «IDE» I (2005) II, p. 3-9: btcahe
- "Appunti per una riflessione sull’incardinazione", en L. NAVARRO (cur.), «L’istituto dell’incardinazione» Giuffrè, Milano 2006, p. 451-473. btcadn [in pdf]
- "Chiesa e Stato en Messico", en «Quaderni di Diritto e Politica Ecclesiastica» (1/2007), p. 107-132 : btcaba [htm] [pdf].
- "La libertà religiosa en un caso specifico: il Concordato", en «Libertà religiosa e Rapporti Chiesa-società politiche» Quaderni della Mendola 15, Glossa, Milano 2007, p. 135-150: btcaih (pdf).
- "Il Sistema di accordi con le confessioni nella Slovacchia, nel volume «La Slovacchia e la Santa Sede nel XX Secolo»", Atti del convegno promosso dall’Ambasciata della Repubblica Slovacca presso la Santa Sede, 24 novembre 2005, LEV 2008, p. 182-192: btcakj
- "Rilevanza del matrimonio religioso nei paesi dell’Unione Europea", en AA.VV., «Matrimonio canonico e ordinamento civile», LEV. Città del Vaticano 2008, p. 125-163. btcadt (pdf)  btcadt (htm)
- "Ecclesia y polis", en “Ius Canonicum” (2008) p. 399-413: btcaeo (pdf), btcaeo (htm)
- "Libertà religiosa e reciprocità, relazione tenuta al convegno dello stesso titolo svoltosi nella Pontificia Università della Santa Croce il 26 e 27 de marzo de 2009" en J.A. Araña (cur.), «Libertà religiosa e reciprocità», Giuffrè, Milano 2009, p. 31-52. btcahu
- "Rapproti Chiesa-Stato", en G. Calabrese, P. Goyret, O.F. Piazza (ed.), Dizionario di ecclesiologia, Città Nuova, Roma 2010, pp. 1155-1165.  btcagi
- "Libertad religiosa y concordatos", en María Blanco, Beatriz Castillo, José A. Fuentes, Miguel Sánchez-Lasheras, «Ius et iura. Escritos de Derecho Eclesiástico y de Derecho Canónico en honor del profesor Juan Fornés», Granada 2010, p. 653-667. btcamq
- "L’Accordo con il Brasile nel contesto attuale degli accordi tra la Santa Sede e gli Stati", en “Antonianum” (2011) 531-545. btcahf
- "Honoris causa, Lectio magistralis tenuta en occasione del conferimento del dottorato honoris causa per l’Università Cattolica Pazmany Péter de Budapest". Pubblicata en A. Szuromi (cur.), «Il quindicessimo anniversario dell’Istituto di Diritto canonico “ad instar Facultatis” dell'Università cattolica Pázmány Péter», Budapest 2011, p. 243-257. Pubblicata anche come: «Lectio magistralis pronunziata per il Dottorato honoris causa all’Università cattolica di Budapest», en “Ius Ecclesiae” 24 (2012) 645-659.
- "Acuerdos Santa Sede Estados", en J. Otaduy, A. Viana, J. Sedano (ed.) Diccionario General de Derecho Canónico (DGDC), Thomson Reuters – aranzadi, Pamplona 2012, Vol I, p. 185-187 [= DGDC I 185-187].
- "Autonomía de las realidades temporales", DGDC I 576-578.
- "Bonum sacramenti", DGDC I 738-746.
- "Concordato", DGDC II 431-440.
- "Hierocratismo", DGDC IV 309-313.
- "Libertad de la Iglesia", DGDC V 148-152.
- "Libertad en asuntos temporales [Derecho a la]", DGDC V 153-155.
- "Potestad indirecta", DGDC VI 316-321.
- "Regalía", DGDC VI 816-819.
- "Breves observaciones sobre el sistema de acuerdos confesionales en Eslovaquia", en J. Martínez-Torrón, S. Messeguer Velasco, R. Palomino Lozano (Coord.), «Religión, matrimonio y derecho ante el siglo XXI». Estudios en homenaje al Profesor Rafael Navarro-Valls, Iustel, Madrid 2013, Vol. I, p. 1591-1602.
- "Diritto e obiezione di coscienza. [Commento all’art. 10 della Carta Europea deli diritti e le libertà fondamentali]", en P. Gianniti (cur.), «I diritti fondamentali nell’Unione Europea. La Carta di Nizza dopo il Trattato di Lisbona», (Commentario del Codice Civile e codici collegati Scialoja-Branca- Galgano), Zanichelli Editore Bologna – Il Foro Italiano Roma, Bologna 2013, p. 974-1010.
- "Il matrimonio concordatario en Europa, Prolusione pubblicata nell’opuscolo Regione Ecclesiastica Campania. Tribunale Ecclesiastico Interdiocesano Salernitano Lucano", «Inaugurazione dell’Anno Giudiziario 2010», Salerno 2010, p. XX-LV.
- "«Lectio magistralis pronunziata per il Dottorato honoris causa all’Università cattolica di Budapest»", en “Ius Ecclesiae” 24 (2012) 645-659 btcaog
- "La protección de los bienes culturales en los concordatos del siglo XXI", en A. Vega Gutiérrez, M. Martín García, M. Rodríguez Blanco, J.M. Vázquez García-Peñuela (Coords.), «Protección del patrimonio cultural de interés religioso» (Actas del V Simposio internacional de Derecho concordatario. Logroño 19-21 de octubre de 2011), Ed. Comares, Granada 2012, p. 3-11 btcalk
- "Lugares de culto. Marco de la regulación canónica y tipología", en Jorge Otaduy (Ed.), «Régimen legal de los lugares de culto. Nueva frontera de la libertad religiosa», eunsa, Pamplona 2013, p. 131-162 btcamc
- "La pericia super Actas: dificultades, certeza y valor objetivo": “Ius Canonicum” (2013) p. 83-97.
- "Insegnamento della religione e coerenza di vita. La Sentenza Fernández Martínez vs Spagna": “Ius Ecclesiae” 25 (2013) p. 153-166 btcamg
- "Simboli religiosi nella realtà giuridica spagnola", en «Recte Sapere. Studi en onore di Giusepe Dalla Torre», II, Giappichelli, Torino 2014, pp. 1119-1131.
- "Libertà di coscienza", en Pasquale Gianniti (a cura di), «La CEDU e il ruolo delle Corti. Globalizzazione e promozione delle libertà fondamentali» Zanichelli, Bolgna 2015, p. 1115-1154. [Commentario del Codice Civile e codici collegati Scialoja-Branca-Galgano (a Cura di Giorgio De Nova). Convenzione europea per la salvaguardia dei diritti dell'uomo e delle libertà fondamentali. La CEDU e il ruolo delle Corti; pag. XLVIII-2032].
- "Opción pacticia y libertad religiosa institucional" en “Anuario De Derecho Canónico” 5 [Abril de 2016], 189-206, ISSN 2254-5093.